# Старше на 10 минут
«Старше на 10 минут» (латыш. Vecāks par 10 minūtēm) — фильм режиссёра Герца Франка, снятый на Рижской киностудии в 1978 году. Включён в Культурный канон Латвии.

## Сюжет
Фильм «Старше на 10 минут» снят одним планом, без единой склейки. В своей работе режиссёр запечатлел недолгий по времени и значительный по содержанию отрезок душевных переживаний ребёнка. Внимание камеры сосредоточено на лице мальчика, наблюдающего за невидимым зрителю представлением в кукольном театре.

## Съемка
Идея снять фильм зародилась у Франка ещё в 1974 году.
Фильм снят скрытой камерой. По словам Герца Франка, «оператор Юрис Подниекс после съёмки выглядел так, будто отработал смену в шахте, а кажется, что фильм снят легко, одним движением камеры».

## Дополнительные факты
- Эта работа Герца Франка в своё время завоевала симпатии многих признанных мастеров экрана, а Вим Вендерс предложил своим коллегам из разных стран мира повторить идею рижских режиссёров, собрав из 10-минутных короткометражных фильмов киноальманах.
- В 2002 году самые значительные режиссёры современности взялись за эксперимент: ровно за десять минут экранного времени каждый из них должен был передать своё уникальное понимание времени. Так появились два полнометражных альманаха «На десять минут старше» (1-й — Труба, 2-й — Виолончель)